# Ulfshyttans herrgård
Ulfshyttans herrgård är huvudbyggnaden för det tidigare Ulfshyttans järnbruk i Dalarna, belägen vid Lilla Ulvsjön i Säters kommun. Bruket anlades redan på 1600‐talet och förvaltades sedan länge gemensamt med Grängshammars bruk. Herrgårdens nuvarande huvudbyggnad uppfördes på 1890-talet och under 1900-talets första decennium i samband med att brukets administration flyttades till Ulfshyttan. Byggnaden står på en halvö som sträcker sig ut i Ulvsjön, och hela gårdsmiljön är ett välbevarat exempel på bruksepokens herrgårdar i Bergslagen.

## Historik
Ulfshyttans hytta anlades under 1600‐talet. Under 1800‐talet ägdes bruket av samma ägare som Grängshammars bruk, och när Grängshammar AB bildades 1873 kom Ulfshyttan att ingå i detta bolag. Efter att Grängshammar slagit igen 1877 övertogs verksamheten 1887 av det nybildade Ulfshytte Jernverks AB med bergsingenjör Gerhard Arfwedson som chef. År 1893 började Arfwedson uppföra den nya herrgården vid Ulfshyttan på platsen för en tidigare skolbyggnad. Herrgården kompletterades 1903 med ett utsiktstorn med vidsträckt vy över sjön.

## Arkitektur och miljö
Huvudbyggnaden är en tvåvånings träbyggnad med högt mansardtak och ett centralt torn. Under uppförandet återanvändes delar av en äldre timrad skolbyggnad. Interiörerna rymde ursprungligen omkring 28 rum. Tornet ger utsikt över de omgivande skogarna och Ulvsjön. Herrgården omges av en äldre park- och trädgårdsmiljö. Området kring herrgården ingår i den bevarade bruksmiljön vid Ulfshyttan. Ulfshyttans herrgård och dess omgivningar utgör en bruksmiljö från industriepoken i Bergslagen. Herrgården har också kopplingar till svensk kulturhistoria; exempelvis var konstnärerna Carl Larsson och  Anders Zorn gäster där. Larsson utförde en etsning av Arfwedson och en kopia  finns på herrgården. Under andra världskriget var herrgården en del av nationens skyddssystem, när SEB:s banksektor förlade skyddet av Riksbankens tillgångar till Bergslagen.

## Ägare genom tiderna
Bruket och herrgården har genom tiden ägts av olika brukssläkter och företag. Under åren 1887–1937 var bruket i praktiken familjen Arfwedsons egendom. Disponenten Gerhard Arfwedson (1854–1928) var brukspatron i Ulfshyttan. Han gifte sig 1882 med friherrinnan Caroline De Geer (1861–1943). Makarna drev herrgården och den blev centrum för brukssamhällets festligheter under deras tid. År 1937 såldes Ulfshytte Jernverks AB till Wikmanshytte Bruk, ett bolag kontrollerat av Wallenberg‐släkten. Under andra världskriget användes herrgården av Stockholms Enskilda Bank som logement för personalen vid bankens bergrumsskyddade gulddepå.
Friherrinnan Caroline Arfwedson, född De Geer, satte sin prägel på herrgården. I ett halvt sekel bodde hon här och har kallats Silverbergslagens sista brukspatronessa. Många prominenta personer gästade då Ulfshyttan. Till hennes 60-årsdag skrev Selma Lagerlöf en hyllningsdikt.
År 1917 var kronprinsparet Gustaf Adolf och Margareta på besök. Ulfshyttans herrgård lär vid den tiden ha varit en av de få större gårdarna i Dalarna som hade badrum. Lagerlöf, som var personlig vän till Caroline Arfwedson, satt vid detta tillfälle uppe i tornet och berättade sägner för de kungliga gästerna. På herrgårdens baksida finns i trädgården en sten med inskription till minne av besöket.

## Tapetrummet
Det är oklart när, hur och varför tapeten i tapetrummet kom till herrgården. I ett dokument hos Ludvika hembygdsförening uppges att motivet på tapeten runt hela rummet är en enda stor målning av amerikanska inbördeskriget och att tapeten är tillverkad i Italien. Men motivet är i själva verket amerikanska frihetskriget och visar Tebjudningen i Boston samt den engelska kapitulationen med George Washington och den franske generalen Rochambeau samt svensken Axel von Fersen i bakgrunden som rådgivare och översättare. Tapeten har inga italienska drag utan är typiskt fransk.

## Nutida användning
Idag (2025) drivs Ulfshyttans herrgård som hotell och konferensanläggning. Verksamheten omfattar övernattning, restaurang och konferens i historisk miljö. Herrgården används också för fester och evenemang.